# Okres Biała Podlaska
Okres Biała Podlaska (polsky Powiat bialski) je okres v polském Lublinském vojvodství u hranic s Běloruskem. Rozlohu má 2753,67 km² a v roce 2020 zde žilo 109 985 obyvatel. Sídlem správy okresu je město Biała Podlaska, které však není jeho součástí, ale tvoří samostatný městský okres

## Gminy
Městské:
- Międzyrzec Podlaski
- Terespol

Vesnické:
| - Biała Podlaska - Drelów - Janów Podlaski - Kodeń - Konstantynów - Leśna Podlaska | - Łomazy - Międzyrzec Podlaski - Piszczac - Rokitno - Rossosz - Sławatycze | - Sosnówka - Terespol - Tuczna - Wisznice - Zalesie |

## Sousední okresy
| Růžice kompasu | Łosice          | Siemiatycze          |         | Růžice kompasu |
| Růžice kompasu | Siedlce Łuków   | Sever                |         | Růžice kompasu |
| Růžice kompasu | Siedlce Łuków   | Okres Biała Podlaska |         | Růžice kompasu |
| Růžice kompasu | Siedlce Łuków   | Jih                  |         | Růžice kompasu |
| Růžice kompasu | Radzyń Podlaski | Parczew              | Włodawa | Růžice kompasu |